# 박현준 (음악가)
박현준(1968년 12월 13일 ~ )은 대한민국의 록 뮤지션이다.
1980년대 말 대한민국에서 처음으로 헤비 메탈 음악이 부상할 당시 슈퍼그룹 카리스마에서 활동하였으며 이후 강기영·권병준 등과 함께 많은 그룹을 거친 한국 언더그라운드 씬의 산 증인이다. 그의 경력에서 놀라운 점은 언제나 팀의 음악적 방향에 충실한 조연으로 머물면서도 거치는 밴드마다 높은 수준의 음악을 들려준다는 것이다. 본래 포지션은 베이스이지만 베이시스트 강기영과 함께 한 세 그룹에서는 기타를 연주했다.
잘생긴 외모 덕에 《고개 숙인 남자》와 같은 tv 드라마에도 여러 차례 출연하였으나 삐삐롱스타킹으로 활동하면서 MBC의 생방송 음악프로에 출연하였다가 카메라에 가래침을 뱉는 해프닝을 벌여 커다란 물의를 일으켰다.

## 참여 그룹과 앨범
- 1988년 카리스마 1집 《'warning'》(앨범 녹음 후 탈퇴)

김종서(보컬), 박현준(베이스), 김민기(드럼), 이근형(기타)
- 1992년 H2O 2집 《'걱정하지마'》

김준원(보컬), 박현준(기타), 강기영(베이스), 김민기(드럼)
- 1993년 H2O 3집 《'오늘 나는'》

김준원(보컬), 박현준(기타), 강기영(베이스), 김민기(드럼)
- 1995년 삐삐밴드 1집 《'문화혁명'》

박현준(기타), 강기영(베이스), 이윤정(보컬)
- 1996년 삐삐밴드 2집 《'불가능한 작전'》

박현준(기타), 강기영(베이스), 이윤정(보컬)
- 1997년 삐삐롱스타킹 1집 《'원웨이티켓'》

박현준(기타), 강기영(베이스), 고구마(보컬)
- 1997년 구십구(99) (옐로우키친과의 조인트 앨범)

박현준(베이스), 성기완(기타), 고구마(보컬), 손경호(드럼)
- 1999년 원더버드 1집 《'the story of a lazy bird'》

박현준(베이스), 신윤철(기타), 고구마(보컬), 손경호(드럼)
- 2000년 3호선 버터플라이 1집 《'self-titled obsession'》

성기완(기타), 남상아(보컬/기타), 김상우(드럼), 박현준(베이스)
- 2001년 에프톤 사운드(Ftone Sound) 1집 《'earth power'》

박현준, 여운진
- 2003년 에프톤 사운드(Ftone Sound) 2집 《'Rendesvous '》

박현준, 여운진
- 2003 비행선 1집 《'Bihaengsun Vol.1'》

박현준(베이스, 키보드), 여운진(보컬), 우용욱(기타), 김현주(보컬), 손경호(드럼)
- 2004 비행선 2집 《'아름다운 비행 Part 1'》

박현준(베이스, 키보드), 여운진(보컬), 우용욱(기타), 김현주(보컬)
- 2006 The One Night Trio 1집 《'The One Night Trio'》

박현준(베이스), 양윤일(기타), 김책(드럼)
- 2009 H2O 《'돌아온 일지매 : MBC TV 수목드라마'》

박현준(기타), 김준원 (보컬), 김영진(베이스)
- 2010 영화 《그녀에게》 피렌체영화제 심사위원대상 수상 음악감독